# Route nationale 24 (Algérie)
Pour les articles homonymes, voir Route nationale 24.
La Route nationale 24 (RN24), aussi appelée Route de Béjaïa, est une route nationale algérienne reliant Alger à Béjaïa en traversant les wilayas de Boumerdès et de Tizi Ouzou. Ce fut pendant très longtemps un des axes principaux entre la capitale et l'est du pays et une des routes les plus fréquentées jusqu'à l'ouverture de l'autoroute Est-Ouest.

## Paysage
La RN24 emprunte le chemin côtier historique entre Alger et la Kabylie à travers les wilayas de Boumerdès et Tizi Ouzou pour enfin atteindre Béjaïa.

## Historique

### Période coloniale française
C'est au XIXe siècle qu'a été entamée la reconstruction et l'élargissement de la route terrestre RN24 reliant Alger à Béjaïa par le littoral méditerranéen. En 1872, le tronçon de la RN24 entre Dellys et Tigzirt était en cours de construction, et des propositions avaient été faites pour l'achèvement de cette route littorale vers Béjaïa. Le 25 septembre 1929, le gouverneur général de l'Algérie classe la route d'Alger à Bougie dans le réseau des routes nationales.

### Période de l'Algérie indépendante
Dès 2006, le Ministère des Travaux publics algérien avait préparé un dossier complet sur le projet de dédoublement de la route nationale RN24, qui a été ensuite confié à l'ETRHB Haddad. Après le lancement des travaux de ce dédoublement au niveau de la wilaya d'Alger, les travaux avaient moyennement avancé en 2008. Ce projet de dédoublement a été inscrit en 2011 au profit de la wilaya de Boumerdès, et les travaux ont été lancés à la fin de l'année 2012. Les travaux avaient atteint en 2014 le tronçon de la RN24 au niveau de la commune de Thénia.

## Parcours
La RN24 parcourt d'est en ouest, les territoires de 24 communes longeant le littoral méditerranéen des 4 wilayas respectives d'Alger, de Boumerdès, de Tizi Ouzou et de Béjaïa sur une distance de 222,3 km,,.

### Wilaya d'Alger
La RN24 parcourt le territoire de la wilaya d'Alger sur une distance de 22,7 km. Ce sont respectivement les 6 communes suivantes, de l'ouest vers l'est, qui sont ainsi parcourue par cette voie terrestre névralgique:
1. Mohammadia
2. Bordj El Kiffan
3. Bordj El Bahri
4. Aïn Taya
5. Harraoua
6. Réghaïa

### Wilaya de Boumerdès
La RN24 parcourt le territoire de la wilaya de Boumerdès sur une distance de 83 km. Ce sont respectivement les 10 communes suivantes, de l'ouest vers l'est, qui sont ainsi parcourue par cette voie terrestre névralgique:
1. Boudouaou El Bahri
2. Corso
3. Boumerdès
4. Thénia
5. Zemmouri
6. Leghata
7. Djinet
8. Sidi Daoud
9. Dellys
10. Afir

### Wilaya de Tizi Ouzou
La RN24 parcourt le territoire de la wilaya de Tizi Ouzou sur une distance de 62 km. Ce sont respectivement les 5 communes suivantes, de l'ouest vers l'est, qui sont ainsi parcourue par cette voie terrestre névralgique:
1. Mizrana
2. Tigzirt
3. Iflissen
4. Azeffoun
5. Aït Chafâa

### Wilaya de Béjaïa
La RN24 parcourt le territoire de la wilaya de Béjaïa sur une distance de 54,6 km.Ce sont respectivement les 3 communes suivantes, de l'ouest vers l'est, qui sont ainsi parcourue par cette voie terrestre névralgique:
1. Beni Ksila
2. Toudja
3. Béjaïa